# 토머스 맥도너
토머스 맥도너 주니어(Thomas Macdonough, Jr., 1783년 12월 21일~1825년 11월 10일)는 19세기 초 미국 해군의 장교였다.
그는 제1차 바르바리 전쟁과 1812년 전쟁에서 큰 활약을 펼친 인물이다. 그는 델라웨어 미들타운 근처에 살았던 미국 독립 전쟁 때의 장교였던 아버지 토머스 맥도너의 아들이었다. 10 형제 중 여섯 째로 태어났으며, 시골에서 자랐다. 그는 어릴 적 해군에 입대하여 16세에 수습 장교직을 받았다. 스티븐 디케이터와 트리폴리에서 함께 복무를 하면서, 그는 제1차 바르바리 전쟁 기간 프레블 총사령관의 지휘 하에서 복무를 했던 해군 장교들의 선별 집단인 프레블 보이스의 멤버였다. 맥도너는 1812년 전쟁에서 미국 해군을 지휘하여 플래츠버그 전투의 일부인 샹플레인 호수에서 영국 해군을 물리치면서 명성을 얻게 되었다. 그의 활약은 그 전쟁을 끝낼 수 있도록 도움을 주었다.

## 어린 시절
맥도너의 아버지, 토마스 맥도너 소령은 델라웨어 뉴캐슬 카운티에서 유명한 의사였으며, “더 트랩”(함정)이라는 농장에 살고 있었다. 1775년에 육군에 입대해 소령으로 임명되었다. 맥도너 소령은 육군을 일찍 퇴역하고 트랩으로 돌아왔다. 미국이 독립하면서 그는 판사로 임명되어 1976년 죽을 때까지 그 직을 맡았다. 그는 10명의 자녀를 낳았으며, 그 중 3명은 아들이었다.
토마스 맥도너 주니어는 델라웨어 뉴캐슬 카운티의 그의 이름을 기념해 작명된 현재의 델라웨어 맥도너에서 태어났다. 그의 형 제임스가 1799년 말 또는 1800년 초에 프랑스와 유사 전쟁에 종군하여 다리를 잃고 돌아왔을 때, 미들타운에서 그는 사무원으로 일하고 있었다. 그는 델라웨어 상원 의원 라티마의 도움을 받아 미국 해군에 입대해 1800년 2월 5일 16세의 나이로 사관학교 생도가 된다. 해군에 입대하기 전에 토마스 맥도너는 성의 철자를 ‘McDonough’에서 ‘Macdonough’로 바꿨는데, 그 이유는 불명이다.
맥도너는 생도로 1800년 5월 15일에 24문 코르벳 〈갠지스 호〉(USS Ganges)에 탑승했다. 갠지스는 서인도 제도를 향해 출항하여 5월부터 9월 사이에 3척의 프랑스 배를 나포했다. 이듬해 미국과 프랑스 간에 휴전이 성립하면서 맥도너는 1801년 10월 20일에 38문 함 컨스텔레이션 호(USS Constellation)에 배속되었다. 컨스텔레이션 호는 지중해로 향하기 직전이었다.

## 제1차 바르바리 전쟁

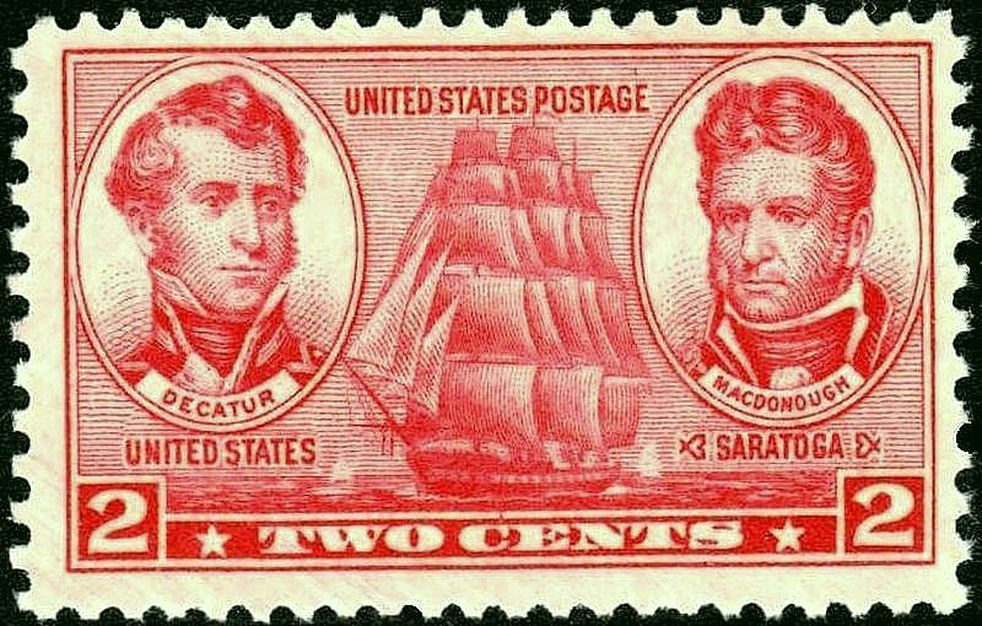
디케이터와 맥도너를 그린 1937년 발행 2센트 우표

컨스텔레이션 호에 탑승했던 맥도너는 제1차 바르바리 전쟁 동안 트리폴리에 대한 공격에 참가했다. 그 후 1803년에 38문 함의 필라델피아호(USS Philadelphia)에 전속된다. 필라델피아 호는 트리폴리 측에 나포되었지만, 맥도너 당시 상륙 허가를 받고 함으로부터 떨어져 있었다. 그는 10월 31일에 12문 슬루프 엔터프라이즈 호( USS Enterprise)에 배속되어 스티븐 디케이터 대위의 지휘 하에 들어간다. 맥도너는 1804년 2월 6일 트리폴리 항구의 야습에 지원해 필라델피아 호의 파괴에 성공했다.
야습의 성공 경감에 전시 승진했다 맥도너는 16문 조끼, 사이렌 호(USS Syren)에 탑승했다. 그 후 그는 아이작 헐이 코네티컷 미들타운에서 포함 건조를 감독하는 것을 도왔다. 1806년 1월에 공식적으로 대위로 승진, 18문 와스프 호(USS Wasp)의 함장으로 영국과 지중해 주변에서 활동하였고, 1807년부터 1808년에는 대서양의 봉쇄하는 임무를 수행했다. 1810년부터 1812년까지 맥도너는 인도로 향하는 영국 상선의 선장으로 2년간의 휴가를 얻었다.

## 미영전쟁

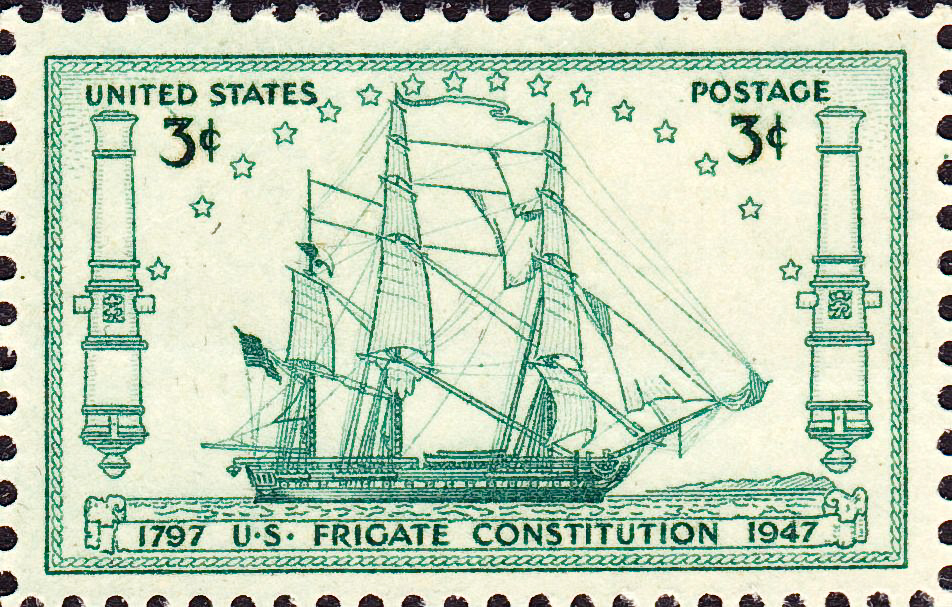
USS 컨스텔레이션호, 1947년 발행

미영 전쟁 직전 맥도너는 컨스텔레이션 호(USS Constellation)의 함장으로 현역에 복귀했다. 워싱턴 DC에서 장비를 차릴 때 전선에 배속을 지원해 포함의 주 방어지엔 포틀랜드에 배속되었다. 10월에는 버몬트 벌링턴에 배속되어, 샹플레인 호수의 함대를 지휘한다.
1813년 6월 2일 맥도너는 시드니 스미스 중위가 이끄는 그로울러 호(USS Growler)와 이글 호(USS Eagle)를 이끄는 루미스 항해장을 함께 캐나다와의 국경에 있는 리슐리외 강에 파견하여 캐나다에서 내려오는 영국군을 방어하는 임무를 맡겼다. 참을성이 부족했던 스미스 중위는 명령을 제대로 이행하지 않고 영국 수역에 침입해 함대에 교전을 벌였으며 고전을 했다. 4시간의 전투 후 스미스는 결국 항복할 수 밖에 없었다.
1813년 7월 24일에 맥도너는 사령관으로 자리를 옮겼다.